# Luis Bagnatto
Luis Ángel Bagnatto (ur. 10 maja 1924, zm. 10 grudnia 1997) – piłkarz argentyński, obrońca.
Jako piłkarz klubu CA Banfield wziął udział w turnieju Copa América 1955, gdzie Argentyna zdobyła tytuł mistrza Ameryki Południowej. Bagnatto zagrał tylko w meczu z Peru.